# سينما الفلبين
بدأت السينما الفلبينية (الفلبينية: Pelikulang Pilipino أو Sine Pilipino) بإدخال الصور المتحركة الأولى إلى البلاد في 1 يناير 1897 في قاعة بيرتييرا في مانيلا. في العام التالي، تم تصوير مشاهد محلية على الفيلم لأول مرة من قبل الإسباني، أنطونيو راموس، وذلك باستخدام لوميير السينمائي (اسم عائلة الإخوة أوغست ماري لويس نيكولاس (1862-1954) ولويس جان (1864-1948)، المخترعون الفرنسيون ورواد السينما. في عام 1895، قاموا بتسجيل براءة اختراع على «سينماتوغراف»، والتي جمعت بين كاميرا الفيلم وجهاز العرض. اخترعوا أيضا عملية "autochrome" المحسنة للتصوير الفوتوغرافي الملون.) في حين أن معظم صانعي الأفلام والمنتجين الأوائل في البلاد كانوا في الغالب من الأجانب المغتربين الأغنياء والمغتربين، في 12 سبتمبر 1919، كان فيلم بلد العذراء (البلد البكر)، وهو فيلم يرتكز على مسرحية موسيقية شعبية، أول فيلم قدمه صانع الأفلام الفلبيني خوسيه نيبونوسينو. يُطلق عليه «أب السينما الفلبينية»، وقد شكَّل عمله بداية للسينما كشكل فني في الفلبين.
حتى مع المشكلات التي تواجه حاليًا الصور المتحركة في جميع أنحاء العالم، لا تزال الأفلام تعتبر واحدة من الأشكال الشعبية للترفيه بين الشعب الفلبيني، وتوظف مباشرة حوالي 260,000 فلبيني وتوليد ما يقرب من مليارَي عائد سنويًا.
أنشأت أكاديمية الفيلم في الفلبين أرشيفًا خاصًا للأفلام في أكتوبر 2011. وعلاوة على ذلك، فإن جوائز لونا التي تُمنح سنويًا تكرم الأفلام الفلبينية البارزة التي صوت عليها أقرانها.

## نظرة عامة
كانت السنوات التكوينية للسينما الفلبينية، ابتداء من الثلاثينيات، فترة اكتشاف نوع الفيلم كوسيلة فنية جديدة. ظهرت النصوص والتوصيفات في الأفلام من المسرح الشعبي والأدب المحلي المألوف. كانت الأفلام القومية أيضا مشهورة جدا، رغم أنها وصفت بأنها أفلام تخريبية.
جلبت الأربعينيات والحرب إلى السينما الفلبينية وعي للواقع. أثبتت موضوعات الأفلام التي تتكون أساسًا من الحرب والبطولة أنها حققت نجاحًا كبيرًا بين الجماهير المحلية.

سينما الفلبين

شهدت خمسينات القرن العشرين أول عصر ذهبي للسينما الفلبينية،  مع ظهور المزيد من الأفلام الفنية والناضجة، وتحسن كبير في التقنيات السينمائية بين صانعي الأفلام. أنتج نظام الاستوديو نشاطًا محمومًا في صناعة الأفلام المحلية، حيث تم إنتاج العديد من الأفلام سنويًا وبدأت العديد من المواهب المحلية في الحصول على اعتراف في الخارج. تم تأسيس الهيئات المانحة للجائزة لأول مرة خلال هذه الفترة. عندما شارف العقد على الانتهاء، تعرض احتكار نظام الاستديو للحصار نتيجة لصراعات إدارة العمل، وبحلول الستينيات، كان الفن الذي تم تأسيسه في السنوات السابقة في حالة تدهور بالفعل. يمكن أن تتميز هذه الحقبة بتفشي الحركة التجارية، وأفلام المعجبين، والأفلام الإباحية، وأفلام الحركة، والعروض الجانبية الغربية.
كانت السبعينيات والثمانينيات سنوات مضطربة للصناعة، مما أحدث تغييرات إيجابية وسلبية. تناولت الأفلام في هذه الفترة مواضيع أكثر جدية بعد فترة قانون الأحكام العرفية. بالإضافة إلى ذلك، تم تطوير أفلام الحركة والأفلام الجنسية بشكل أكبر، حيث تم تقديم مواد أكثر وضوحًا. جلبت هذه السنوات أيضا وصول فيلم بديل أو مستقل في الفلبين.
شهدت تسعينات القرن الماضي الظهور المتصاعد للأفلام المتسللة، والأفلام الكوميدية الرومانسية في سن المراهقة، وكذلك أفلام البالغين الجنسية الصريحة، على الرغم من أن الكوميديا الهزلية لا تزال تجتذب جمهورًا كبيرًا. تم إعادة تدوير أنواع من العقود السابقة مع نفس القصص تقريبًا، وقد عادت فرق الحب التي كانت تتمتع بشعبية في الماضي إلى الظهور.